# تشارلز سميث (عالم)
تشارلز سميث (بالإنجليزية: Charles Hamilton Smith)‏ (و. 1776 – 1859 م) هو رسام، وعالم آثار، ورسام توضيحي، وعالم طبيعة، وضابط، من المملكة المتحدة، ولد في فلاندر الشرقية، وكان عضوًا في الجمعية الملكية، توفي في بليموث، عن عمر يناهز 83 عاماً.

## الخدمة العسكرية
خدم في الجيش البريطاني.

## جوائز
حصل على جوائز منها:
- زميل في الجمعية الملكية.